# Royal Canadian Air Cadets
O Royal Canadian Air Cadets (em francês: Cadets de l'Aviation royale du Canada) é um programa nacional canadense para jovens de 12 a 19 anos. Sob a autoridade da Lei de Defesa Nacional ("National Defence Act"), o programa é administrado pelas Forças Canadenses ("Canadian Forces" (CF)) e financiado pelo Departamento de Defesa Nacional ("Department of National Defence" DND). Apoio adicional é fornecido pela "Air Cadet League of Canada" (ACL). Juntamente com os "Royal Canadian Sea Cadets" e Royal Canadian Army Cadets, forma o "maior programa para jovens financiado pelo governo federal no país". Os cadetes não são militares e não são obrigados a ingressar nas Forças Canadenses.